# Alane
Alane, vrij te vertalen als "neem me", is een single van de Kameroense zanger  Wes Madiko, waarmee hij in het najaar van 1997 de top van de hitlijsten in diverse landen wist te halen. Het nummer is tevens het enige single-succes dat de zanger in Nederland en België wist te scoren, hoewel ook het bijbehorende album Welenga goed verkocht. Het nummer is gezongen in de taal Duala.

## Achtergrond
Alane kende wat verkoop betreft een trage start, maar werd toch populair in Europa dankzij de grote hoeveelheid airplay op de radiozenders en het karakteristieke dansje dat door de danseressen in de videoclip werd uitgevoerd. De single stond acht weken achtereenvolgens genoteerd op de eerste plaats van de belangrijkste hitlijsten en verkocht uiteindelijk meer dan 175.000 exemplaren, destijds goed voor dubbelplatina. 
De single bereikte de nummer 1-positie in Oostenrijk, Frankrijk en in de Eurochart Hot 100. In Duitsland werd de 2e positie bereikt, Ierland de 9e en in het Verenigd Koninkrijk de 11e positie in de UK Singles Chart.
In Nederland werd de single destijds veel gedraaid op de landelijke radiozenders en werd een gigantische hit. De single bereikte de nummer 1-positie in zowel de Nederlandse Top 40 op Radio 538 als de Mega Top 100 op Radio 3FM.
In België bereikte de single eveneens de nummer 1-positie in zowel de Vlaamse Ultratop 50 als de Waalse hitlijst. In de Vlaamse Radio 2 Top 30 werd de 2e positie bereikt.
In 2020 bracht de Duitse dj Robin Schulz een deephouse-remix van het nummer uit. Ook deze versie werd een hit in Europa.

## Hitnoteringen

### Nederlandse Top 40
| Hitnotering: 13-09-1997 t/m 21-03-1998 | Hitnotering: 13-09-1997 t/m 21-03-1998 | Hitnotering: 13-09-1997 t/m 21-03-1998 | Hitnotering: 13-09-1997 t/m 21-03-1998 | Hitnotering: 13-09-1997 t/m 21-03-1998 | Hitnotering: 13-09-1997 t/m 21-03-1998 | Hitnotering: 13-09-1997 t/m 21-03-1998 | Hitnotering: 13-09-1997 t/m 21-03-1998 | Hitnotering: 13-09-1997 t/m 21-03-1998 | Hitnotering: 13-09-1997 t/m 21-03-1998 | Hitnotering: 13-09-1997 t/m 21-03-1998 | Hitnotering: 13-09-1997 t/m 21-03-1998 | Hitnotering: 13-09-1997 t/m 21-03-1998 | Hitnotering: 13-09-1997 t/m 21-03-1998 | Hitnotering: 13-09-1997 t/m 21-03-1998 | Hitnotering: 13-09-1997 t/m 21-03-1998 |
| Week                                   | 1                                      | 2                                      | 3                                      | 4                                      | 5                                      | 6                                      | 7                                      | 8                                      | 9                                      | 10                                     | 11                                     | 12                                     | 13                                     | 14                                     |                                        |
| -------------------------------------- | -------------------------------------- | -------------------------------------- | -------------------------------------- | -------------------------------------- | -------------------------------------- | -------------------------------------- | -------------------------------------- | -------------------------------------- | -------------------------------------- | -------------------------------------- | -------------------------------------- | -------------------------------------- | -------------------------------------- | -------------------------------------- | -------------------------------------- |
| Nummer                                 | 31                                     | 28                                     | 18                                     | 8                                      | 5                                      | 3                                      | 2                                      | 1                                      | 1                                      | 1                                      | 1                                      | 1                                      | 1                                      | 1                                      |                                        |
| Week                                   | 15                                     | 16                                     | 17                                     | 18                                     | 19                                     | 20                                     | 21                                     | 22                                     | 23                                     | 24                                     | 25                                     | 26                                     | 27                                     |                                        |                                        |
| Nummer                                 | 1                                      | 2                                      | 3                                      | 10                                     | 12                                     | 15                                     | 16                                     | 18                                     | 22                                     | 23                                     | 28                                     | 34                                     | 38                                     | uit                                    |                                        |

### Mega Top 100
| Hitnotering: 06-09-1997 t/m 23-05-1998 | Hitnotering: 06-09-1997 t/m 23-05-1998 | Hitnotering: 06-09-1997 t/m 23-05-1998 | Hitnotering: 06-09-1997 t/m 23-05-1998 | Hitnotering: 06-09-1997 t/m 23-05-1998 | Hitnotering: 06-09-1997 t/m 23-05-1998 | Hitnotering: 06-09-1997 t/m 23-05-1998 | Hitnotering: 06-09-1997 t/m 23-05-1998 | Hitnotering: 06-09-1997 t/m 23-05-1998 | Hitnotering: 06-09-1997 t/m 23-05-1998 | Hitnotering: 06-09-1997 t/m 23-05-1998 | Hitnotering: 06-09-1997 t/m 23-05-1998 | Hitnotering: 06-09-1997 t/m 23-05-1998 | Hitnotering: 06-09-1997 t/m 23-05-1998 | Hitnotering: 06-09-1997 t/m 23-05-1998 | Hitnotering: 06-09-1997 t/m 23-05-1998 | Hitnotering: 06-09-1997 t/m 23-05-1998 | Hitnotering: 06-09-1997 t/m 23-05-1998 | Hitnotering: 06-09-1997 t/m 23-05-1998 | Hitnotering: 06-09-1997 t/m 23-05-1998 |
| Week                                   | 1                                      | 2                                      | 3                                      | 4                                      | 5                                      | 6                                      | 7                                      | 8                                      | 9                                      | 10                                     | 11                                     | 12                                     | 13                                     | 14                                     | 15                                     | 16                                     | 17                                     | 18                                     | 19                                     |
| -------------------------------------- | -------------------------------------- | -------------------------------------- | -------------------------------------- | -------------------------------------- | -------------------------------------- | -------------------------------------- | -------------------------------------- | -------------------------------------- | -------------------------------------- | -------------------------------------- | -------------------------------------- | -------------------------------------- | -------------------------------------- | -------------------------------------- | -------------------------------------- | -------------------------------------- | -------------------------------------- | -------------------------------------- | -------------------------------------- |
| Nummer                                 | 63                                     | 54                                     | 43                                     | 23                                     | 11                                     | 7                                      | 3                                      | 3                                      | 2                                      | 1                                      | 1                                      | 1                                      | 1                                      | 1                                      | 1                                      | 1                                      | 1                                      | 3                                      | 3                                      |
| Week                                   | 20                                     | 21                                     | 22                                     | 23                                     | 24                                     | 25                                     | 26                                     | 27                                     | 28                                     | 29                                     | 30                                     | 31                                     | 32                                     | 33                                     | 34                                     | 35                                     | 36                                     | 37                                     |                                        |
| Nummer                                 | 8                                      | 10                                     | 11                                     | 16                                     | 18                                     | 23                                     | 28                                     | 31                                     | 39                                     | 35                                     | 38                                     | 44                                     | 51                                     | 50                                     | 53                                     | 61                                     | 68                                     | 78                                     | uit                                    |

### Vlaamse Ultratop 50
| Hitnotering: 02-08-1997 t/m 31-01-1998 | Hitnotering: 02-08-1997 t/m 31-01-1998 | Hitnotering: 02-08-1997 t/m 31-01-1998 | Hitnotering: 02-08-1997 t/m 31-01-1998 | Hitnotering: 02-08-1997 t/m 31-01-1998 | Hitnotering: 02-08-1997 t/m 31-01-1998 | Hitnotering: 02-08-1997 t/m 31-01-1998 | Hitnotering: 02-08-1997 t/m 31-01-1998 | Hitnotering: 02-08-1997 t/m 31-01-1998 | Hitnotering: 02-08-1997 t/m 31-01-1998 | Hitnotering: 02-08-1997 t/m 31-01-1998 | Hitnotering: 02-08-1997 t/m 31-01-1998 | Hitnotering: 02-08-1997 t/m 31-01-1998 | Hitnotering: 02-08-1997 t/m 31-01-1998 | Hitnotering: 02-08-1997 t/m 31-01-1998 | Hitnotering: 02-08-1997 t/m 31-01-1998 |
| Week                                   | 1                                      | 2                                      | 3                                      | 4                                      | 5                                      | 6                                      | 7                                      | 8                                      | 9                                      | 10                                     | 11                                     | 12                                     | 13                                     | 14                                     | 15                                     |
| -------------------------------------- | -------------------------------------- | -------------------------------------- | -------------------------------------- | -------------------------------------- | -------------------------------------- | -------------------------------------- | -------------------------------------- | -------------------------------------- | -------------------------------------- | -------------------------------------- | -------------------------------------- | -------------------------------------- | -------------------------------------- | -------------------------------------- | -------------------------------------- |
| Nummer                                 | 35                                     | 19                                     | 15                                     | 4                                      | 2                                      | 2                                      | 1                                      | 2                                      | 2                                      | 2                                      | 2                                      | 2                                      | 2                                      | 4                                      | 5                                      |
| Week                                   | 16                                     | 17                                     | 18                                     | 19                                     | 20                                     | 21                                     | 22                                     | 23                                     | 24                                     | 25                                     | 26                                     | 27                                     | 28                                     |                                        |                                        |
| Nummer                                 | 5                                      | 9                                      | 9                                      | 13                                     | 15                                     | 16                                     | 24                                     | 23                                     | 21                                     | 25                                     | 24                                     | 33                                     | 39                                     | uit                                    |                                        |

### NPO Radio 2 Top 2000
| Nummer met noteringen in de NPO Radio 2 Top 2000 | '99  | '00 | '01  | '02  | '03 | '04  |
| ------------------------------------------------ | ---- | --- | ---- | ---- | --- | ---- |
| Alane                                            | 1057 | -   | 1065 | 1882 | -   | 1873 |

1. ↑  Een '-' betekent dat het nummer niet was genoteerd en een vetgedrukt getal geeft de hoogste notering aan.
2. ↑  Deze tabel is bijgewerkt tot en met de meest recente editie (2024).

## Trivia
Omdat Alane wordt gezongen in het Duala, een taal die weinige Nederlandstaligen verstaan, worden er relatief vaak mondegreens (mama appelsapjes) in gehoord, zoals: "Zomer in Zaandam, Mimi, 't is zomer, ik ga met Sander naar Mimi toe", en “Luilak, hang je jas op”.